# Gole di Antrodoco
Le Gole di Antrodoco sono delle gole dell'appennino abruzzese, poste nel territorio del comune di Antrodoco, in provincia di Rieti (Lazio), lungo la Strada statale 17 dell'Appennino Abruzzese ed Appulo-Sannitico, nel tratto che collega Antrodoco con l'altopiano di Sella di Corno, tra il gruppo montuoso di Monte Giano e quello del Monte Nuria, poco prima del confine regionale con l'Abruzzo (provincia dell'Aquila). 
Lunghe circa 3,5 km, sono limitrofe alle Gole del Velino, che sempre da Antrodoco dipartono invece verso nord lungo la Via Salaria, e all'interno di esse transita anche un tratto della ferrovia Terni-Sulmona. A causa della loro posizione strategica, e della facilità con cui permettevano di tendere delle imboscate, sono state teatro nel corso dei secoli di diversi eventi militari: tra questi, la sconfitta dell'esercito francese nel 1799 e la risorgimentale battaglia di Antrodoco del 1821.